# فرانك كيل كاهون
فرانك كيل كاهون هو سياسي أمريكي، ولد في 20 يونيو 1934 في ويتشيتا فولز في الولايات المتحدة، وتوفي في 30 يناير 2013 في مدلاند في الولايات المتحدة. نشط حزبياً في الحزب الجمهوري. وقد انتخب عضو مجلس نواب تكساس ‏.